# Saljut-4-Nunatak
Der Saljut-4-Nunatak (russisch Нунатак Салют-4 Nunatak Saljut-4) ist ein Nunatak im ostantarktischen Mac-Robertson-Land. Er ragt in den Prince Charles Mountains auf.
Russische Wissenschaftler benannten ihn nach der Weltraumstation Saljut 4.